# Sergio Mora
Sergio Mora (* 4. Dezember 1980 in East Los Angeles, Kalifornien) ist ein ehemaliger US-amerikanischer Profiboxer. Im Zeitraum von Juni 2008 bis September 2008 war er Weltmeister der WBC im Halbmittelgewicht.

## Amateurkarriere
Sergio Mora bestritt als Amateur rund 50 Kämpfe. Seine größten Erfolge waren das Erreichen des Viertelfinales bei den Golden Gloves 1998, sowie der Gewinn einer Bronzemedaille im Halbmittelgewicht bei den US-Meisterschaften 1999.
Bei der US-amerikanischen Olympiaqualifikation 2000 in Tampa verlor er erst im Finale der Meister-Gruppe gegen Jermain Taylor und scheiterte im letzten Entscheidungskampf auch gegen Anthony Hanshaw, den Gewinner der Herausforderer-Gruppe.

## Profikarriere
Sergio Mora wechselte noch im Jahr 2000 in das Profilager und wurde dort von Dean Campos trainiert, seine Manager waren John Montelongo und Cameron Dunkin. Im Dezember 2009 wurde er von Golden Boy Promotions, im Juli 2013 von Lou DiBella und im September 2014 von Al Haymon unter Vertrag genommen.
2004/2005 gewann er die erste Staffel der mit einer Million US-Dollar dotierten NBC-Reality-TV-Serie „The Contender“. Er besiegte dabei im Turniermodus Najai Turpin, Ishe Smith, Jesse Brinkley und Peter Manfredo, letzteren besiegte er auch in einem Rückkampf im Oktober 2005.
Am 7. Juni 2008 besiegte er überraschend Vernon Forrest durch Mehrheitsentscheidung nach Punkten und gewann dadurch dessen WBC-Weltmeistertitel im Halbmittelgewicht, verlor den Gürtel jedoch im direkten Rückkampf am 13. September 2008 durch eine einstimmige Punktniederlage wieder an Forrest.
Im September 2010 boxte er ein Unentschieden gegen Shane Mosley und verlor im Februar 2011 durch Split Decision nach Punkten gegen Brian Vera.
Nach einem Sieg gegen Jose Flores, 2001 WBA-Herausforderer von Fernando Vargas, verlor er im August 2012 erneut knapp durch Mehrheitsentscheidung nach Punkten gegen Brian Vera.
2013 besiegte er Grzegorz Proksa und Milton Núñez, zwei WM-Herausforderer von Gennadi Golowkin. Im Februar 2015 schlug er Abraham Han beim Kampf um den US-Titel der USBA im Mittelgewicht.
Am 1. August 2015 verlor er beim Kampf um die WBA-Weltmeisterschaft im Mittelgewicht durch verletzungsbedingte Aufgabe in der zweiten Runde gegen Daniel Jacobs. Beim Rückkampf am 9. September 2016 verlor Mora nach fünf Niederschlägen durch Ringrichterabbruch in der siebenten Runde.
Seinen letzten Kampf bestritt er am 7. April 2018 und gewann dabei nach Punkten gegen Alfredo Angulo.